# 阿拉格維河

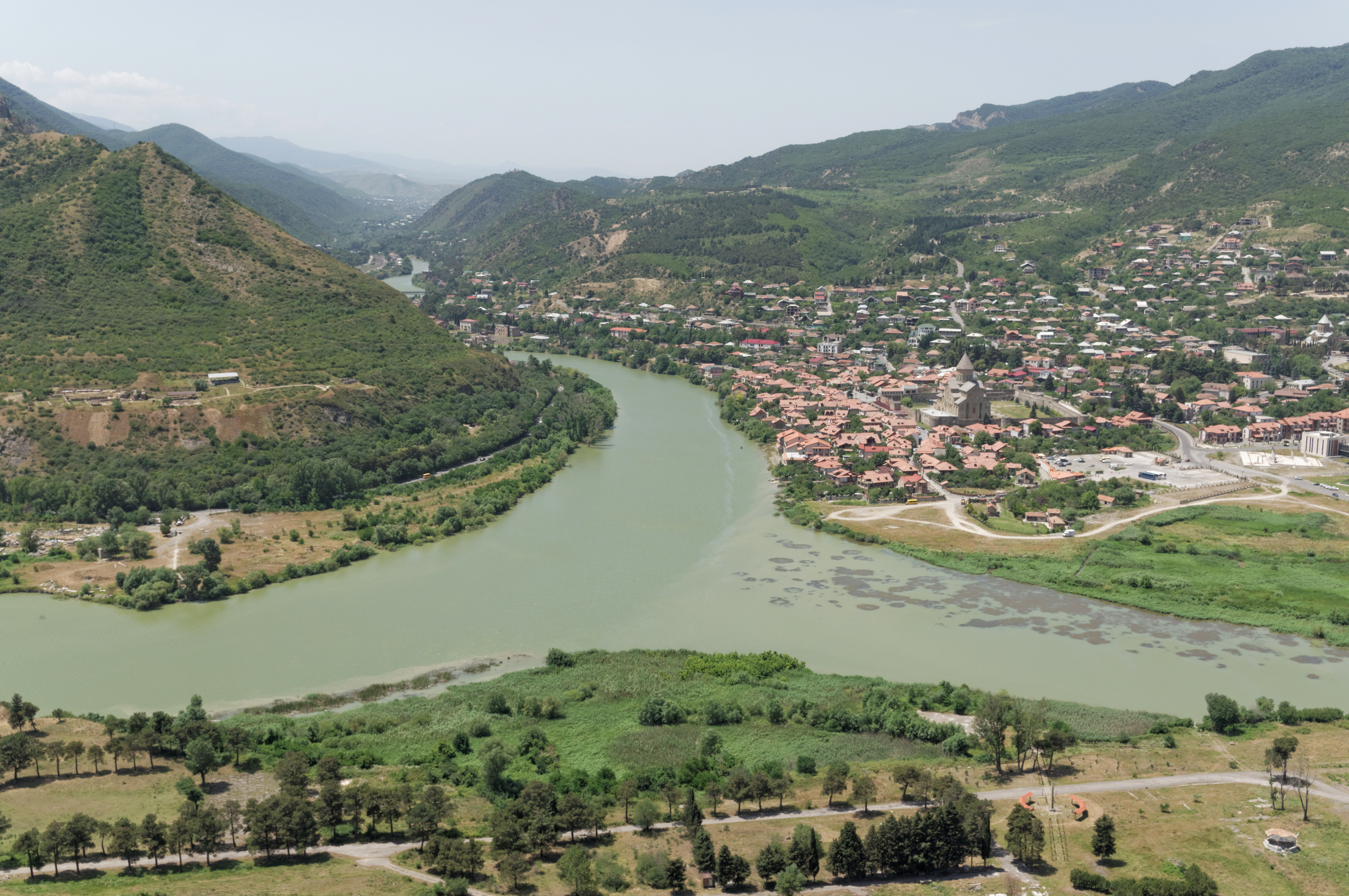

阿拉格維河是格魯吉亞的河流，發源自高加索地區，屬於庫拉河的左支流，河道全長112公里，流域面積2,724平方公里，河畔城鎮有姆茨赫塔。

## 外部連結
- Geographical description of the Aragvi basin （页面存档备份，存于）
- Socio-economic map of the Aragvi basin